# Лондон (Београд)
Лондон је урбано насеље, део града Београда. Налази се у општини Стари град.

## Локација
Лондон се налази у општини Стари град, на раскрсници две централне београдске улице, краља Милана и кнеза Милоша, 500 метара од Теразија, централног дела Београда, између Теразија и Цветног трга. Северно од Лондона налази се Андрићев венац и околни кварт који обухвата Нови двор.
У насељу се налази Учитељски факултет, седиште електродистрибуције Београд, Београђанка, Савремена гимназија и многа друга здања.

## Историја
Зграда хотела Лондон саграђена је 1873. године. Како је хотел назван по главном граду Велике Британије, ускоро је цело насеље постало познато као Лондон. Пошто се Народна скупштина Србије тада налазила један блок даље, на раскрсници улица краљице Наталије и кнеза Милоша, у насељу Лондон су се најчешће окупљали посланици скупштине током парламентарних пауза. Зграда хотела Лондон била је скромно и ниско здање. У овом периоду Лондон је био источна граница урбаног Београда, трговачка зона са прехрамбеним продавницама (чаршија), проширила се од Теразија до Лондона, док су се тада баште и поља простирали на исток до мочварног рибњака на којем је данас Трг Славија, где је локално становништво одлазило у лов на патке. У јануару 1956. се најављује рушење зграде са кафаном "Лондон" и зидање нове модерне палате, у стаклу и алуминијуму.
У близини хотела Лондон у Масариковој улици налази се седиште београдске електричне компаније. Диспечерски центар грађен је од 1962. до 1968. године, а зграда је смештена на месту где је почетком осамдесетих година 19. века. године упаљена прва сијалица у Београду. На том месту се тада налазила кафана „Пролеће”, која је касније преименована у „Хамбург”.
Године 1962. хотел Лондон је затворен, а уместо њега отворена је кафана, касније модеран ресторан. Осамдесетих година 20. века у згради је отворен популарни диско клуб „Лондон”. Године 1992. ресторан је претворен у једну од филијала Дафимент банке, а након њене пропасти, простор је претворен у казино, касније у вински клуб. Од 2016. године простор користи трговински ланац IDEA.